# Acheta domesticus
Il grillo domestico o grillo del focolare (Acheta domesticus (Linnaeus, 1758)) è un insetto ortottero appartenente alla famiglia Gryllidae, originario probabilmente dell'Asia sud-occidentale e importato in America nel XVIII secolo.

## Descrizione
Il corpo e il capo sono di colore bruno-giallastro con macchie e bande nere, la dimensione si aggira attorno ai 16-21 millimetri. Ha lunghe ali posteriori che sporgono da quelle anteriori (tegmine), più rigide. Maschi e femmine sembrano simili, ma le femmine hanno un ovopositore che misura circa 10–15 mm. L'ovopositore è marrone-nero, ed è circondato da due appendici. Sia i maschi che le femmine hanno appendici ma sui maschi tendono ad essere più prominenti. Le ali anteriori dei grilli maschi sono più corte di quelli delle femmine e i raschietti sono ampliati per poter riprodurre meglio il suono del canto.

## Biologia

### Ciclo vitale
Il ciclo di vita si completa in due o tre mesi, se allevato a 25-30 °C, e si compie attraverso 6 stadi (con cinque mute) in cui il grillo passerà da circa 1 mm di lunghezza a 2 cm. A partire dalla terza muta (quarto stadio) si iniziano a distinguere con facilità i sessi grazie all'abbozzo di ovopositore esibito dalle femmine, le quali hanno bisogno di sabbia o terriccio per deporre le uova.
È notturno, anche se, secondo l'Università del Missouri Extension, durante le ore di buio, molti grilli sono attratti dagli edifici illuminati.

### Canto
In generale solo il maschio canta e si esibisce in due tipi di canto: uno potente ed uno debole, con cui avvicina la femmina poco prima della deposizione della spermatofora.
Produce il suo frinire sfregando una serie di creste presenti su un'ala, come fossero un plettro, contro un raschietto sulla fascia opposta. Ipoteticamente ciò significa che un grillo potrebbe produrre due canzoni distinte utilizzando entrambi i lati.
La frequenza del suono è un indicatore affidabile della dimensione maschile: un grillo femmina può capire quanto è grande un maschio semplicemente ascoltando il tono della canzone.

### Alimentazione
Il regime dietetico è onnivoro. È prevalentemente composto da una varietà di verdura, frutta, cereali e piccoli insetti notturni, ma possono essere attaccate anche stoffe. In caso di allevamento viene utilizzato del cibo che contiene calcio in più che è necessario per gli anfibi. È anche cannibale e spesso si ciba dei conspecifici.

### Predatori
I predatori che sono noti per cacciare i grilli sono i gatti, gli aironi e i gechi. Sostanzialmente, quando il grillo nota la presenza di possibili predatori, interrompe il suo canto.

## Distribuzione e habitat
La specie ha distribuzione olartica, essendo presente in Eurasia, Nordamerica e Nordafrica.
Gli habitat naturali del grillo domestico sono diversi: boschi, grotte, campi, sotto tronchi e rocce o sui lati delle strade; è possibile trovarlo anche all'interno di cumuli di legno, mattoni e pietre. In generale si situa soprattutto nelle zone umide o piene di erbacce.
Essendo molto attratto dal calore, è indotto a vivere spesso nelle immediate vicinanze degli umani, nelle aree circostanti abitazioni, discariche ed edifici commerciali, dove può ricevere nutrimento e umidità sufficiente.
Si pensa sia originario dell'Asia sud-occidentale ma è stato ampiamente diffuso dall'uomo a partire dal XVII secolo. È allevato e venduto soprattutto negli Stati Uniti, in Canada, in Cina, Giappone e Thailandia.

## Rapporti con l'uomo

### Commercio
Il grillo domestico è una buona fonte di proteine per altri artropodi, uccelli, anfibi, rettili e pesci e, per questo, è facilmente disponibile in gran numero presso i negozi di animali.

### Allevamento
Il grillo è considerato il cibo base per qualsiasi rettile insettivoro, in quanto non è grasso, contiene molte proteine ed è facile da allevare in casa in piccolo numero. 
La temperatura d'allevamento costituisce il miglior sistema di controllo della velocità di riproduzione. È possibile ottenere risultati diversi se si utilizzano i valori limite:
- 18-20 °C: i grilli crescono a stento e le uova impiegano quasi 4 settimane per schiudersi. L'intero ciclo vitale può impiegare 5 mesi
- 32-34 °C: le uova si schiudono in una sola settimana e il ciclo di vita si completa in circa 7-8 settimane

La mancanza d'acqua è la prima causa di cannibalismo e la fornitura d'acqua è essenziale. È possibile utilizzare un beverino per uccelli, con il beccuccio pieno di cotone idrofilo o un coperchio di plastica poco profondo riempito con una spugna bagnata, in quanto i grilli più piccoli annegano facilmente.

### Danni
Può provocare danni diretti con la bocca oppure può essere indirettamente nocivo come vettore di agenti patogeni. In questi casi si effettua un controllo tramite esche avvelenate.

### Tradizione
In Cina e in Giappone è stato allevato e tenuto in casa per deliziare gli abitanti per quasi mille anni. Apprezzato per il suo canto, veniva tenuto in piccole gabbie di bambù o di altro materiale. Durante la dinastia Sung (960-1279 d.C.) entrò in voga l'abitudine di farlo combattere. Sono stati scritti numerosi libri che dettagliano la raccolta, la cura e l'alimentazione dei grilli, così come le tecniche per lo svolgimento di una corretta lotta. Per i grilli lottatori venivano adottate anche delle diete speciali di riso mescolato con cetrioli o semi di loto.